# Tujun
A Tujun (oroszul: Туюн) folyó Oroszország ázsiai részén, a Bureja jobb oldali mellékfolyója.
Hossza: 200 km, vízgyűjtő területe: 3420 km².
A Turana-hegység délnyugati részén ered és a Burejába ömlik, 366 km-re annak torkolatától. Sebes hegyi folyó, medrében sok a zúgó és a kiálló nagyobb szikla.
Vízgyűjtő területét hideg, csapadékban szegény tél, nyáron azonban meleg és csapadékos monszun éghajlat jellemzi. Mindenütt uralkodó az állandóan fagyott talaj.
Jelentősebb mellékfolyója a jobb oldali Talibdzsan (73 km).